# Over the River: and Other Poems

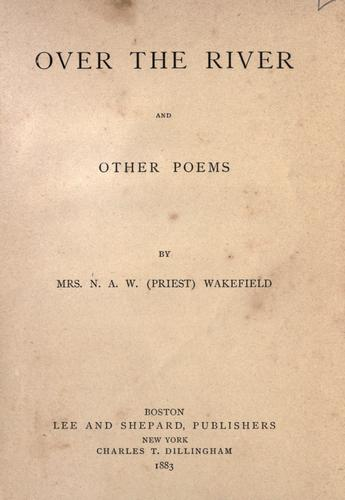
Okładka tomu "Over the River: and Other Poems"

Over the River: and Other Poems – tomik amerykańskiej poetki Nancy Amelii Woodbury Priest Wakefield, opublikowany po śmierci autorki przez jej matkę. Przedmowę napisał pastor Abijah P. Marvin. Tomik dzieli się na cykle Religious Poems, Poems of Love and Friendship, Elegiac Poems, Patriotic Poems, Poems of Nature i Miscellaneous Poem. Najbardziej znanym utworem jest wiersz tytułowy. Poemat ten składa się z czterech strof dwunastowersowych.
Over the river they beckon to me,
Loved ones who ’ve crossed to the farther side,
The gleam of their snowy robes I see,
But their voices are lost in the dashing tide.
There’s one with ringlets of sunny gold,
And eyes the reflection of heaven’s own blue;
He crossed in the twilight gray and cold,
And the pale mist hid him from mortal view.
We saw not the angels who met him there,
The gates of the city we could not see:
Over the river, over the river,
My brother stands waiting to welcome me.
O popularności wiersza świadczy fakt, że cytaty z niego umieszczano na nagrobkach. Innym wierszem z omawianego zbioru jest Hymn. On the death of President Lincoln. Liryki zawarte w tomie są napisane przy użyciu prostych strof, przeważnie czterowersowych i ośmiowersowych.